# Дейнеко, Анна Ивановна
Анна Ивановна Дейнеко — советский хозяйственный и государственный деятель, Герой Социалистического Труда.

## Биография
Родилась в 1930 году на территории современной Черниговской области. Член КПСС.
Окончила Козелецкий зооветеринарный техникум.
В 1951—1990 — участковый зоотехник колхоза «Большевик» села Берегомет, заведующая фермы совхоза в Выжницком районе Черновицкой области, бригадир свиноводческой фермы колхоза «III Выришальный» Новгородковского района Кировоградской области Украинской ССР.
Указом Президиума Верховного Совета СССР от 8 апреля 1971 года присвоено звание Героя Социалистического Труда с вручением ордена Ленина и золотой медали «Серп и Молот».
Делегат XXIV съезда КПСС.
Умерла в 2000 году в селе Белозёрное.

## Награды и звания
- Герой Социалистического Труда (08.04.1971)
- Орден Ленина (08.04.1971)
- Орден Знак Почёта (22.03.1966)